# Mercedes-Stern

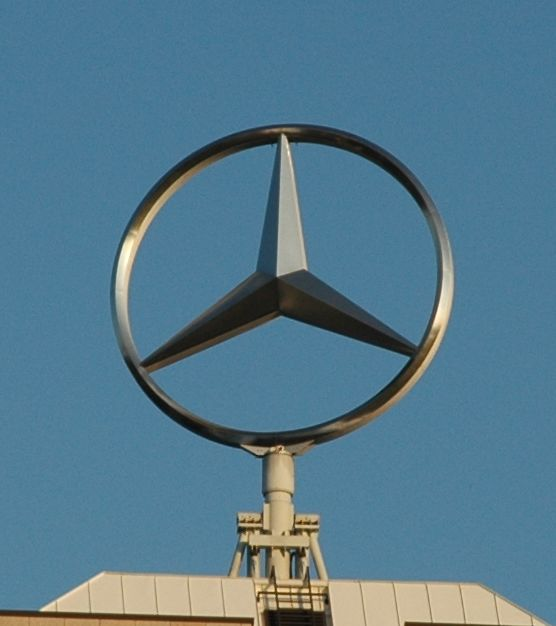
Sich drehender Mercedes-Stern auf der ehemaligen Daimler-Chrysler-Konzernzentrale in Stuttgart-Möhringen

Der Mercedes-Stern ist das Markenzeichen aller Mercedes-Benz-Fahrzeuge seit der Fusion der Daimler-Motoren-Gesellschaft (DMG) mit Benz & Cie. im Jahre 1926.
Er zählt zu den wertvollsten Markenzeichen der Welt. Der Markenwert von Mercedes-Benz liegt bei rund 51 Milliarden US-Dollar (Stand: 2025).

## Geschichte

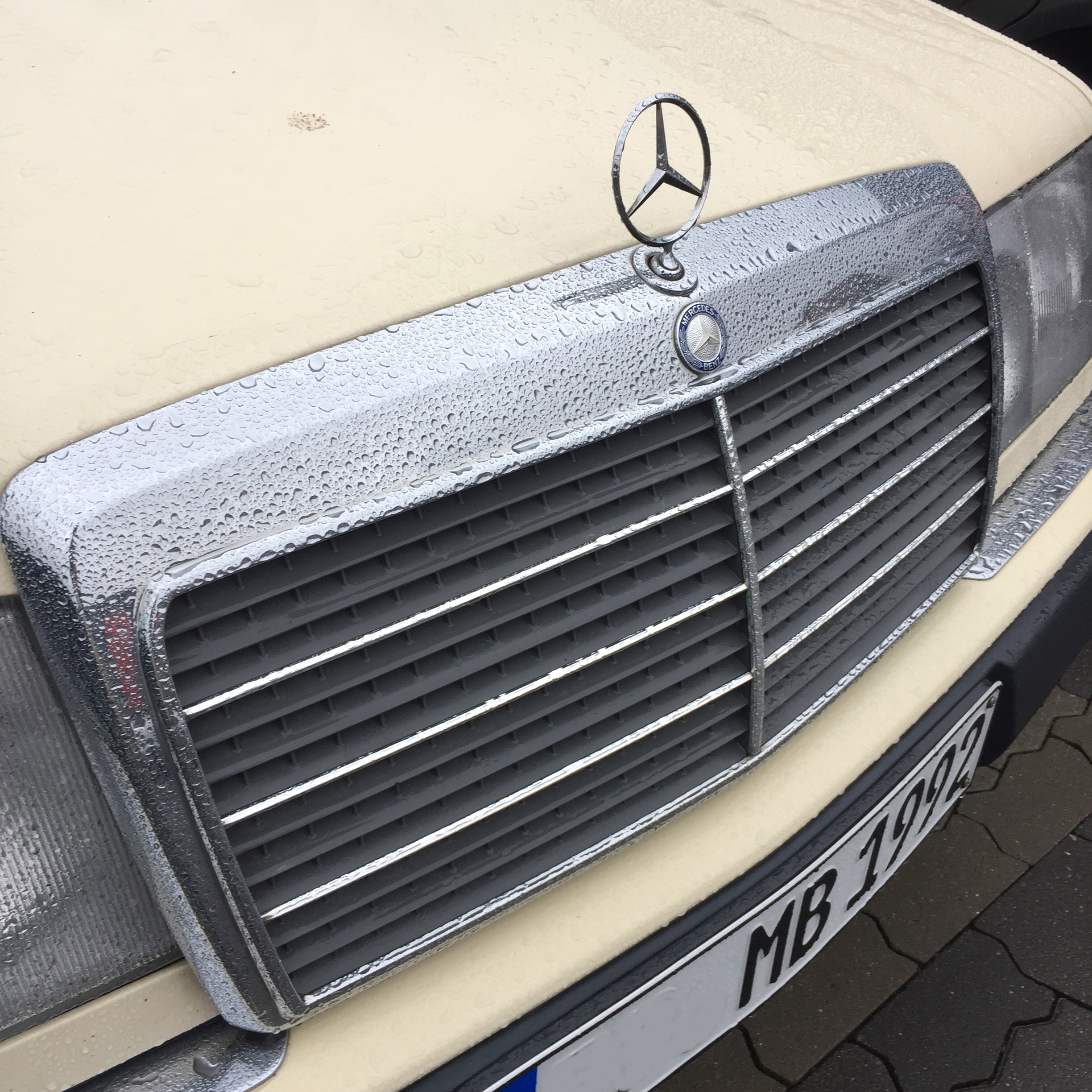
Mercedes-Stern als Kühlerfigur an einem Fahrzeug der Baureihe W124

Die Daimler-Motoren-Gesellschaft führte als Logo einen dreizackigen Stern, der jedoch deutlich massiver ausgeführt war als der heutige Mercedes-Stern. Dieser hatte zunächst keinen Rand, wurde später aber durch einen solchen, der zunächst noch hinter den Spitzen hinterlegt war, ergänzt. Auf diesem Rand befanden sich vier kleinere Sterne und der Schriftzug Mercedes.
Unternehmensgründer Gottlieb Daimler (1834–1900) hatte den Stern bereits 1872 während seiner Tätigkeit als Technischer Direktor der damaligen Gasmotorenfabrik Deutz in Köln-Mülheim „so ganz nebenbei“ erfunden, als er auf einer Postkarte aus Köln an seine Frau Emma Pauline sein damaliges Wohnhaus mit einem Stern markierte und dazu schrieb: „Von hier aus wird ein Stern aufgehen und ich will hoffen, dass er uns und unseren Kindern Segen bringt.“ Später erinnerten sich Daimlers Söhne Paul (1869–1945) und Adolf (1871–1913) an den in der Domstadt aufgegangenen Stern ihres inzwischen verstorbenen Vaters. Sie beantragten zum 24. Juni 1909 für die DMG Gebrauchsmusterschutz für den Mercedes-Stern als dreizackiges Symbol für die Motorisierung „zu Lande, zu Wasser und in der Luft“. Am 10. Oktober 1910 wurde das Symbol in die Zeichenrolle und zum 9. Februar 1911 in das Warenzeichenregister eingetragen. Als Kühlerfigur wurde der Mercedes-Stern um 1910 eingeführt.
Am 5. November 1921 meldete die Daimler-Motorengesellschaft beim Patentamt den Markenschutz für den Stern im Ring an. Mit der Fusion von Daimler und Benz zur Daimler-Benz AG am 28. Juni 1926 wurde ein neues Logo erdacht, das sich in Form einer blau-silbernen Plakette bis heute an den meisten Fahrzeugen der Marke findet. Bei dieser war der Stern nun im Innern des Kreises und berührte diesen nur mit den Spitzen. Auf dem Rand fanden sich jetzt Reste des Lorbeerkranzes von Benz und der Schriftzug Mercedes Benz.
Der Mercedes-Stern in seiner heutigen Form wurde als Verfeinerung dieses Logos als Kühlerfigur eingeführt.
Stand der charakteristische Stern früher bei der überwiegenden Zahl der Mercedes-Typen auf der Kühlerhaube, so ist dies heute nur noch bei den Limousinen und Kombis der C-Klasse (nur in China), E-Klasse (teilweise) und S-Klasse sowie der Maybach-Version des SUV GLS der Fall. Bei den anderen Modellen ist der Stern im Kühlergrill integriert. Die Produktion des Mercedes-Sterns für die Fahrzeuge erfolgt im nordrhein-westfälischen Wülfrath bei der Firma Witte Niederberg.
1957 führte Mercedes Benz zur Verbesserung der Sicherheit von Passanten den mit einer Feder abknickbaren und selbständig zurückklappenden Stern ein.

## Rezeption
Der Mercedes-Stern ist von beiden Seiten zu betrachten und gilt als eines der bekanntesten Markenzeichen der Welt.
Die klappbare Kühlerfigur wurde häufig abgebrochen. Neben Vandalismus lag der Grund auch darin, dass Mercedes als Symbol des Establishments gilt. Mitunter wurde der Mercedes-Stern in der Punk-Subkultur getragen, wobei impliziert wurde, dass der Träger ihn von einem Auto abgebrochen haben musste.
Mit dem Slogan „Mercedes-Benz – Ihr guter Stern auf allen Straßen“ bewarb Mercedes-Benz mehrere Jahrzehnte lang seine Automobile. 1995 ließ sich die damalige Daimler-Benz AG die Wortmarke „MERCEDES-BENZ – IHR GUTER STERN“ schützen.
In Bad Aussee werden die drei Ufer eines Flusszusammenflusses durch die Mercedes-Brücke mit ringförmigem Gehweg verbunden.

## Mercedes-Sterne auf Hochhäusern

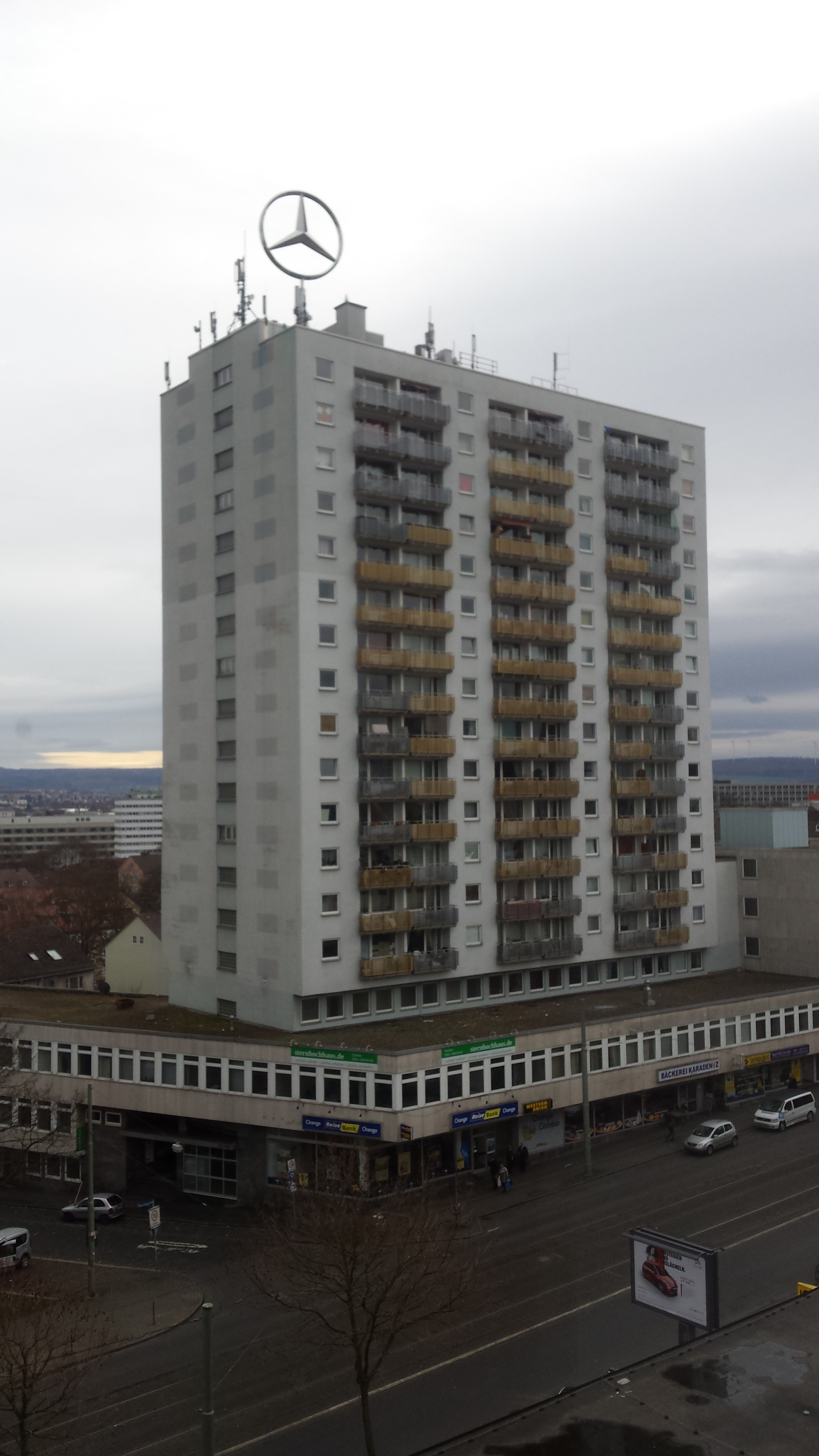
Mercedes-Stern auf Stern-Hochhaus in Kassel (bis 2021)

Zu Werbezwecken sind auf Hochhäusern und Türmen in Großstädten Europas großformatige Mercedes-Sterne installiert, von denen sich einige drehen. Beispiele sind: Hauptbahnhof und ehemalige DaimlerChrysler-Konzernzentrale in Stuttgart (bis 2024), Turm der Mercedes-Benz-Niederlassung in München, Stern-Hochhaus in Kassel (bis 2021), Europa-Center und Motel AVUS in Berlin, Mercedes-Benz-Werk in Bremen, Bonn-Center (bis 2017), Hochhaus an der Berliner Promenade (bis 2018) und Mercedes-Benz-Fabrikgebäude in Saarbrücken, Junior-Haus in Frankfurt am Main, Europahaus in Bochum, Gildehof-Center in Essen (bis März 2019) und zeitweilig das „Haus am Ufer“ in Moskau.
Teilweise boten diese Werbesymbole Anlass zur Kritik: Die Essener Bürgermeisterin Rosemarie Heiming (CDU) empfand den Stern auf dem Essener Gildehof-Center als Verunzierung, die Stadt München klagte gegen den Stern auf dem Turm der DaimlerChrysler-Niederlassung und der Stern auf dem „Haus am Ufer“ in Moskau wurde von Amts wegen demontiert.
Im Jahre 1991 verwahrte sich die Bundestagsfraktion der PDS (seinerzeit „PDS/Linke Liste (LL)“) gegen einen Umzug von ihrem damaligen Domizil in der Bonner Heinrich-Brüning-Straße zu dem Bonn-Center (mit Mercedes-Stern auf dem Dach). Ulla Jelpke, MdB der PDS, erklärte gegenüber der Bundestagspräsidentin Rita Süssmuth, „durch die am Haus befindliche Werbung würde die hohe Achtung vor der Arbeit des Deutschen Bundestages sehr leiden“. Es sei „mit der Würde des Bundestages nicht vereinbar, dass Abgeordnete sich hinter Reklameflächen von Mercedes-Benz, VW, Philips etc. auf ihre verantwortungsvolle Tätigkeit vorbereiten müssten.“

## Markenstreit
Da der in Worms-Horchheim hergestellte Dreizackweck eine gewisse Ähnlichkeit mit dem Mercedes-Stern hat, kam es 1953 zu einem Markenstreit. Daimler-Benz forderte die Einstellung des Dreizackwecks. Vor Gericht gewann jedoch der Dreizackweck bzw. die Gemeinde, da es sich bei dem Dreizackweck um ein traditionelles Gebäck handelte, das nachweislich schon 1754 gebacken wurde.

## Bedeutung des Sterns
Der dreizackige Mercedes-Stern symbolisiert die Verwendung von Daimler-Motoren in Landfahrzeugen, in Schiffen und in der Luftfahrt.
Die drei Zacken, welche in verschiedene Richtungen zeigen, stehen für Luft, Wasser, Land. Diese 3 bezeichnen die Bereiche für die die Daimler Fahrzeuge vorhergesehen waren.

## Verwendung des Sterns nach der Konzernaufteilung
In Anlage 29 (Konzerntrennungsvertrag) zum Spaltungsvertrag ist geregelt, dass die Rechte für den Stern bei der Mercedes-Benz Group, dem Pkw-Hersteller liegen werden. Der Nutzfahrzeughersteller Daimler Truck AG darf den Stern als Firmenzeichen auf den Bussen und LKW der Marke Mercedes-Benz verwenden. Im Gegenzug hat die Mercedes-Benz Group die Rechte am Namen Daimler an die Daimler Truck AG abgetreten. Somit gibt es ab 1. Februar 2022 zwei rechtlich selbstständige Unternehmen, die den Stern als Firmenzeichen verwenden.